# English Masters 1984
Das English Masters 1984 im Badminton fand vom 11. bis 13. Oktober 1984 in Portsmouth, England, statt. Das Einladungsturnier wurde nach seinem Sponsor British Airways Masters genannt.

## Finalresultate
| Disziplin    | Sieger                      | Finalist                         | Ergebnis    |
| ------------ | --------------------------- | -------------------------------- | ----------- |
| Herreneinzel | Morten Frost                | Han Jian                         | 15:8, 18:15 |
| Dameneinzel  | Kirsten Larsen              | Helen Troke                      | 11:1, 12:10 |
| Herrendoppel | Christian Hadinata Hadibowo | Morten Frost Jens Peter Nierhoff | 15:3, 15:3  |
| Damendoppel  | Lin Ying Wu Dixi            | Gillian Clark Nora Perry         | 15:5, 15:1  |
| Mixed        | Martin Dew Gillian Gilks    | Billy Gilliland Gillian Gowers   | 18:15, 15:7 |